# Sturm und Drang
Sturm und Drang ('Tempestade e Ímpeto', em tradução literal) foi um movimento literário romântico alemão que se desenvolve no período  1760-1780, como reação ao racionalismo postulado pelo Iluminismo do século XVIII, bem como ao classicismo francês, cuja estética era predominante em toda a Europa da época - principalmente nos países de língua alemã.
Os integrantes desse movimento postulavam uma poesia mística, selvagem, espontânea, em última instância quase primitiva, buscando o Empfindung, o efeito da emoção, imediato e poderoso: emoção acima da razão. Os Stürmer eram contra a literatura e a sociedade do Antigo Regime.
Deixando de lado a rígida métrica da poesia francesa — divulgada em grande parte por Johann Christoph Gottsched —, os Stürmer voltaram-se para a poesia de Homero, para a Bíblia luterana, para os contos e histórias do folclore nacional nórdico.
Uma grande influência do movimento é Johann Gottfried Herder (1744–1803). Influenciado pelo pensamento do inglês Shaftesbury e pelo amigo Johann Georg Hamann (1730–1788) (outra grande influência do movimento), Herder postulara o conceito de Gênio: o efeito e a conseqüência de uma inspiração, indiferente a classes sociais. Com efeito, isso levou os poetas do movimento a verem com outros olhos Homero, Shakespeare, Ossian e a poesia popular.
Entre os representantes do movimento, destacam-se Johann Wolfgang von Goethe e Friedrich Schiller.

## Origens do termo
O termo Sturm und Drang apareceu pela primeira vez como título de uma peça sobre a Revolução Americana pelo autor alemão Friedrich Maximilian Klinger, publicada em 1776, na qual o autor dá uma expressão violenta a emoções difíceis e anuncia o primado da expressão individual e subjetividade sobre a ordem natural do racionalismo. Apesar de se defender que há literatura e música associadas ao Sturm und Drang anteriores a esta obra seminal, é neste momento que a análise histórica começa a delinear um movimento estético distinto que ocorre entre os fins da década de 1760 e o princípio da de 1780, do qual os artistas alemães desse período são claramente conscientes. Contrariamente aos movimentos literários pós-iluministas dominantes do tempo, essa reação, aparentemente espontânea, passou a ser associada a uma grande amplitude de autores e compositores alemães, de meados a finais do período clássico. A expressão Sturm und Drang passou a ser associada à literatura ou à música com o objetivo de assustar o público ou imbuí-lo de extremos de emoção, até à dispersão do movimento no Classismo de Weimar e a eventual transição para o romantismo onde os objetivos sócio-políticos
foram incorporados (objetivos estes afirmando valores unificados contrários ao despotismo e às limitações à liberdade humana), juntamente com um tratamento religioso de todas as coisas naturais. Há muito debate quanto a que obra deve ou não deve ser incluída no cânone do Sturm und Drang; havendo quem defenda a limitação do movimento a Goethe, Herder, Lenz e os seus diretos associados alemães que escreveram obras de ficção e filosofia entre 1770 e o início dos da década de 1780. A perspectiva alternativa é a de um movimento literário indissociavelmente ligado a desenvolvimentos simultâneos em prosa, poesia, teatro, estendendo a sua influência directa a todas as regiões de língua alemã até o final do século XVIII. No entanto, convém notar que os criadores do movimento o encaravam como um momento de exuberância prematuro, que foi depois frequentes vezes abandonado nos anos seguintes a troco de projectos artísticos opostos.

## Sturm und Drangna literatura

### Características
O protagonista numa típica obra "Strum und Drang", seja ela poema ou romance, é levado à ação, não pela busca de nobres meios nem por genuínos motivos, mas por vingança ou cobiça. Essa ação à qual se leva o protagonista é, ademais, amiúde violenta. Isso o inacabado poema "Prometheus" de Goethe o epitomiza — juntamente com a recorrente ambiguidade induzida pela interpolação de platitudes humanistas beirando paroxismos de irracionalidade. A literatura com Strum und Drang" possuí viés antiaristocrata e louva o humilde, natural ou realíssimo — dor, suplício, temor.
A história do incorrigível amor e eventual suicídio em "Os Sofrimentos do Jovem Werther" (1774), de Goethe, exemplifica a temperada introspecção autoral concernente ao amor e à tormenta. O drama "Die Räuber" (1781), de Friedrich Schiller, içou os alicerces sobre os quais o melodrama se tornaria uma reconhecida forma dramática através do enredo retratando o conflicto entre dois irmãos aristocratas, Franz e Karl Moor. Franz é vilificado por tentar apropriar-se da herança de Karl, apesar de seus motivos para fazê-lo serem complexos e iniciarem um minucioso inquérito sobre bem e mal. Ambas essas obras são exemplares seminais do "Strum und Drang" na literatura germânica

## Na música
A música da era Clássica (1750–1800) associada ao Sturm und Drang, era predominantemente composta num tom menor, exprimindo um sentimento difícil ou deprimente. Os grandes temas de uma peça são tendencialmente angulares, com grandes saltos e contorno melódico imprevisível. Os tempos mudam rapidamente e de forma inesperada, o mesmo acontecendo à dinâmica, por forma a reflectir fortes mudanças emocionais. Ritmos palpitantes e síncopes são comuns, o mesmo acontecendo com escalas rápidas nos registos de contralto e soprano. Nas cordas, o tremolo é um meio de enfatizar, da mesma forma que as súbitas e dramáticas variações de dinâmica e acentuações.

## Principais Representantes e Obras

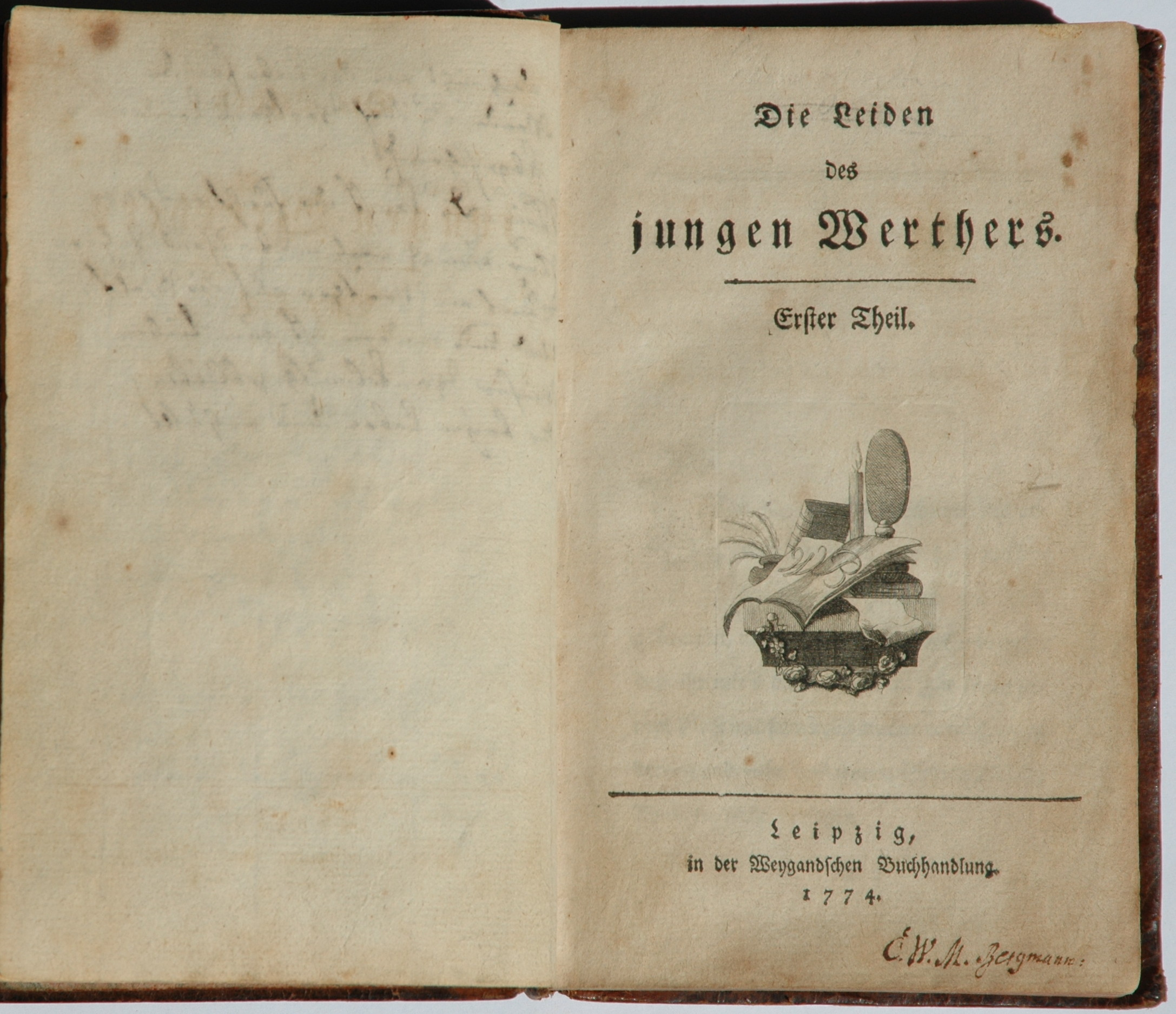
Werther, de Goethe, edição de 1774

- Johann Wolfgang von Goethe (1749–1832)
  - Prometheus (1772–1774)
  - Götz von Berlichingen da mão de ferro (1773)
  - Clavigo (1774)
  - Os Sofrimentos do Jovem Werther (1774)

- Friedrich Schiller (1759–1805)
  - Os Bandoleiros (1781)
  - A Conjuração de Fiesko (1784)
  - Intriga e Amor (1784)
  - An die Freude (1785) (poesia)

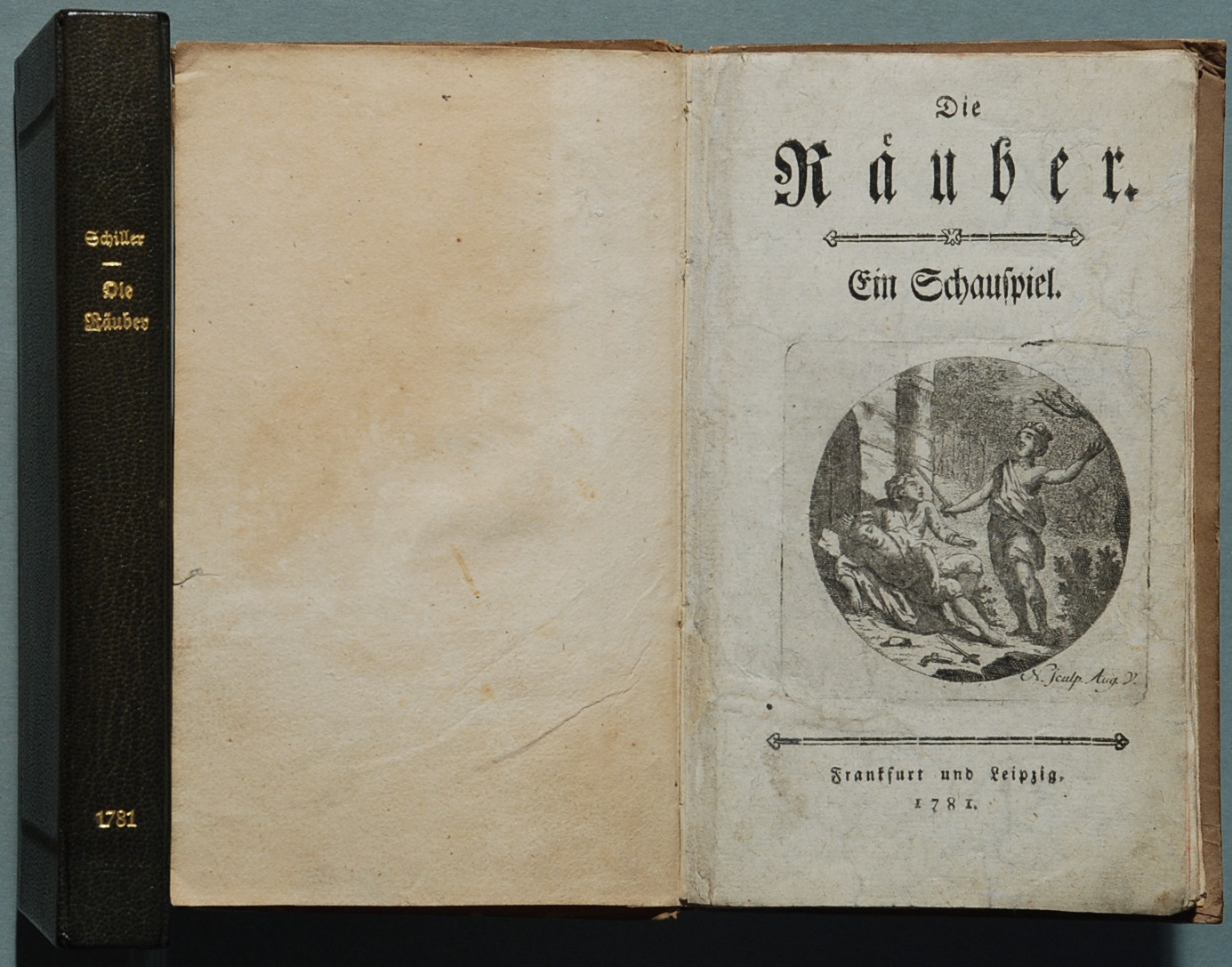
Os Bandoleiros, de Schiller, edição de 1781

- Jakob Michael Reinhold Lenz (1751–1792)
  - Os Soldados ( 1776)

- Friedrich Maximilian Klinger (1752–1831)
  - Otto (1775)
  - Sturm Und Drang (1776)
  - A nova Arria (1776)

- Karl Phillip Moritz (1757–1793)
  - Anton Reise (1785)

- Gottfried August Bürger (1747–1794)
  - Lenore (1773)
  - História (1778)

- Heinrich Wilhelm von Gerstenberg (1737–1823)
  - Ugolino (1768)

- Johann Georg Hamann (1730–1788)
  - Kreuzzüge des Philologen (1762)

- Johann Jakob Wilhelm Heinse (1746–1803)
  - Ardinghello (1787)

- Johann Gottfried Herder (1744–1803)
  - Fragmentos para a Nova Literatura Alemã (1767–1768)
  - Da Mentalidade e Artes Alemã (1773)
  - Vozes do Povo em Canções (1778)